# Michel Ordener
Michel Ordener (n. 1755, la L'Hôpital, Moselle - 1811, Compiègne), conte al Imperiului, a fost un general și senator francez. A condus, împreună cu generalul Caulaincourt, arestarea ducelui d'Enghien. Cele mai importante comandamente ale sale au fost cel de comandant al grenadierilor călare, a căror șarjă istorică a dat peste cap cavaleria Gărzii ruse la Austerlitz. Rănit la Austerlitz, generalul este promovat la gradul de general de divizie în 1805. În 1810 a devenit guvernator al Invalizilor
1. 1 2  Michel Ordener, Find a Grave, accesat în 9 octombrie 2017
2. 1 2  Michel Ordener, GeneaStar
3. 1 2  Michel Ordener, Roglo